# Голем
‎
Голем (хебр. גולם) је појединац без такта, неко чиме се лако манипулише и не мисли својом главом или чак и робот.

## Етимологија
Реч „голем” се спомиње једном у Библији у Псалму 139:16, у речи „?” (хебр. גלמי — „?”) означавајући безформу материју, људско биће које које није у потпуности завршено. У савременом хебрејском језику реч „голем” се упоребљава у значењу „безуман” или „беспомоћан”.

## Порекло
Најраније приче о Голему се појављују у јудаизму. Према Талмуду Адам је створен како голем, у првим сатима његове егзистенције. Адам је ту жив, али није потпуно завршен, није до краја испуњен животом и свешћу. Тек касније током средњег века реч „голем” бива повезана с магијском традицијом, везаном за могућност стварања људског облика путем формула, божијих имена и пермутација и комбинација јеврејског алфабета. Као и Адам и сви големи су направљени од глине и блата, и оживљени путем Јеврејске магије, чудесним именима Бога. Голем је биће без душе, без способности изражавања, али направљено тако да разуме наредбе. Голем је добијао наредбе које су биле исписане на лист папира и стављане му у уста. Користио се као слуга у кућним пословима или као средство да испуни мрачне намере свога творца и некоме нанесе зло.
‎

## Прашки Голем
Према причи прашки рабин Јуда Лев бен Безабел „хасидим” што значи „јеврејски мудрац” је крајем 16 века конструисао голема да заштити Прашки гето од прогона. Мимо приче од Прашком голему прашки јевреји су били прогоњени или убијани за време владавине Рудолфа II, цара Светог римског царства. У намери да заштити јеврејску заједницу рабин је конструисао голема од глине и блата на обали реке Влтаве, оживљавајући га кроз одређене ритуале. Како је голем растао постао је све агресивнији ширећи страх и терор.
Рудолф II, цар Светог римског царства је преклињао рабина да уништи голема, обећавајући да ће зауставити прогон Јевреја.
Рабин је уништио голема тако што је са чела исбрисао прво слово речи „емет” (хебр. אמת — „истина”) где је остала реч „мет” (хебр. מת — „смрт”). Истог тренутка тело голема се распада и претвара и огромну масу глине и блата, у оно од чега је створен.